# Померанцев Микита Юрійович
Микита Юрійович Померанцев (рос. Никита Юрьевич Померанцев; 6 червня 1955) — радянський і російський актор.

## Біографія
Никита Померанцев народився 6 червня 1955. Закінчив школу в 1972, після чого навчався в НДЯУ. У 1981 закінчив діючий факультет РІТМ. З 2011 року він служив у московському академічному театрі імені Максима Горького (на честь м. Горького).

## Фільмографія
- 1982 — Нам тут жити — будівельник